# Роннебю (комуна)
Комуна Роннебю (швед. Ronneby kommun) — адміністративно-територіальна одиниця місцевого самоврядування, що розташована в лені Блекінґе, у південній Швеції. Територія комуни має загальну площу 861,84 кв. км. 
Адміністративним центром комуни Роннебю є однойменне місто.

## Населення

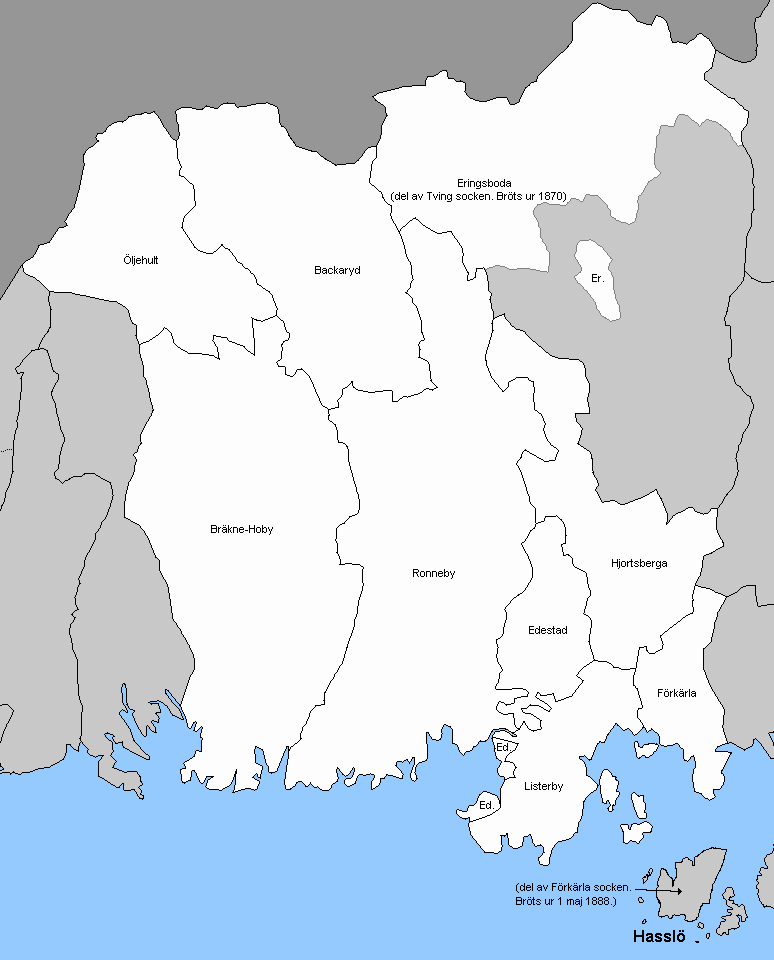
Поселення в комуні Роннебю

Населення становить 27 822 чоловік (станом на червень 2012 року). 
| Кількість населення комуни Роннебю за 1970-2010 роки | Кількість населення комуни Роннебю за 1970-2010 роки | Кількість населення комуни Роннебю за 1970-2010 роки | Кількість населення комуни Роннебю за 1970-2010 роки | Кількість населення комуни Роннебю за 1970-2010 роки |
| ---------------------------------------------------- | ---------------------------------------------------- | ---------------------------------------------------- | ---------------------------------------------------- | ---------------------------------------------------- |
| Рік                                                  |                                                      |                                                      | Населення                                            |                                                      |
| 1970                                                 | 1970                                                 |                                                      | 29 714                                               | 29 714                                               |
| 1975                                                 | 1975                                                 |                                                      | 30 368                                               | 30 368                                               |
| 1980                                                 | 1980                                                 |                                                      | 30 159                                               | 30 159                                               |
| 1985                                                 | 1985                                                 |                                                      | 29 382                                               | 29 382                                               |
| 1990                                                 | 1990                                                 |                                                      | 28 905                                               | 28 905                                               |
| 1995                                                 | 1995                                                 |                                                      | 29 256                                               | 29 256                                               |
| 2000                                                 | 2000                                                 |                                                      | 28 634                                               | 28 634                                               |
| 2005                                                 | 2005                                                 |                                                      | 28 358                                               | 28 358                                               |
| 2010                                                 | 2010                                                 |                                                      | 28 254                                               | 28 254                                               |
| Джерело: SCB                                         |                                                      |                                                      |                                                      |                                                      |

## Населені пункти
До складу комуни входять населені пункти:
- Роннебю (Ronneby)
- Калінге (Kallinge)
- Брекне-Губю (Bräkne-Hoby)
- Юганнісгус (Johannishus)
- Лістербю (Listerby)
- Роннебюгамн (Ronnebyhamn)
- Бакарид (Backaryd)
- Ерінгсбуда (Eringsboda)
- Галлабру (Hallabro)